# Matra Bagheera
El Matra-Simca Bagheera es un cupé deportivo de tres plazas construido por el fabricante de automóviles francés Matra. Fue desarrollado conjuntamente con Simca como el sucesor del Matra 530, por lo que sería comercializado como Matra-Simca. Se presentó al público el 9 de junio de 1973 durante las 24 Horas de Le Mans.

## Historia
El modelo presentaba tres particularidades principales: era un cupé deportivo con tres asientos en una fila, disponía de faros escamoteables y se había concebido para alojar un motor central. Estaba equipado con el motor Poissy y el eje delantero del Simca 1100 TI, y la estructura portante del automóvil consistía en un chasis sobre el que se montaba una carrocería de paneles de plástico. El modelo llevaba el nombre de la pantera Bagheera, un personaje del relato El libro de la selva escrito por Rudyard Kipling.
Dado que el Grupo PSA había comprado las marcas europeas del grupo estadounidense Chrysler en el verano de 1978, el nuevo propietario vendió el modelo como Talbot-Matra Bagheera a partir de agosto de 1979.
En el verano de 1980 finalizó la producción del Bagheera, después de haberse fabricado 47.802 unidades. Su modelo sucesor, el Matra Murena, se presentó en el Salón de París en septiembre del mismo año.

## Defectos de diseño
Después de que la revista ADAC Motorwelt adjudicara al Bagheera el Limón de Plata como el "automóvil nuevo con los peores defectos de fábrica" en mayo de 1975, y que posteriormente se fundara una "asociación de perjudicados por el Bagheera", varios defectos de construcción y de montaje del modelo llamaron la atención del público. Hasta que el Simca 1307/1308 fue votado como Coche del Año en Europa al año siguiente, la mala reputación del deportivo se tradujo en una pérdida considerable de prestigio y en una caída en las ventas de los Chrysler-Simca. Estos problemas dieron origen a la imagen del Bagheera como el epítome de un producto mal concebido de forma duradera.

## Modelos
El período de construcción del Bagheera se divide en dos series: la primera serie se desarrolló hasta mediados de 1976 y la segunda se produjo a partir del otoño de 1977. El modelo se desarrolló de forma continuada, por lo que existen innumerables diferencias en los detalles según el año de construcción.

### Serie I (1973 a 1976)

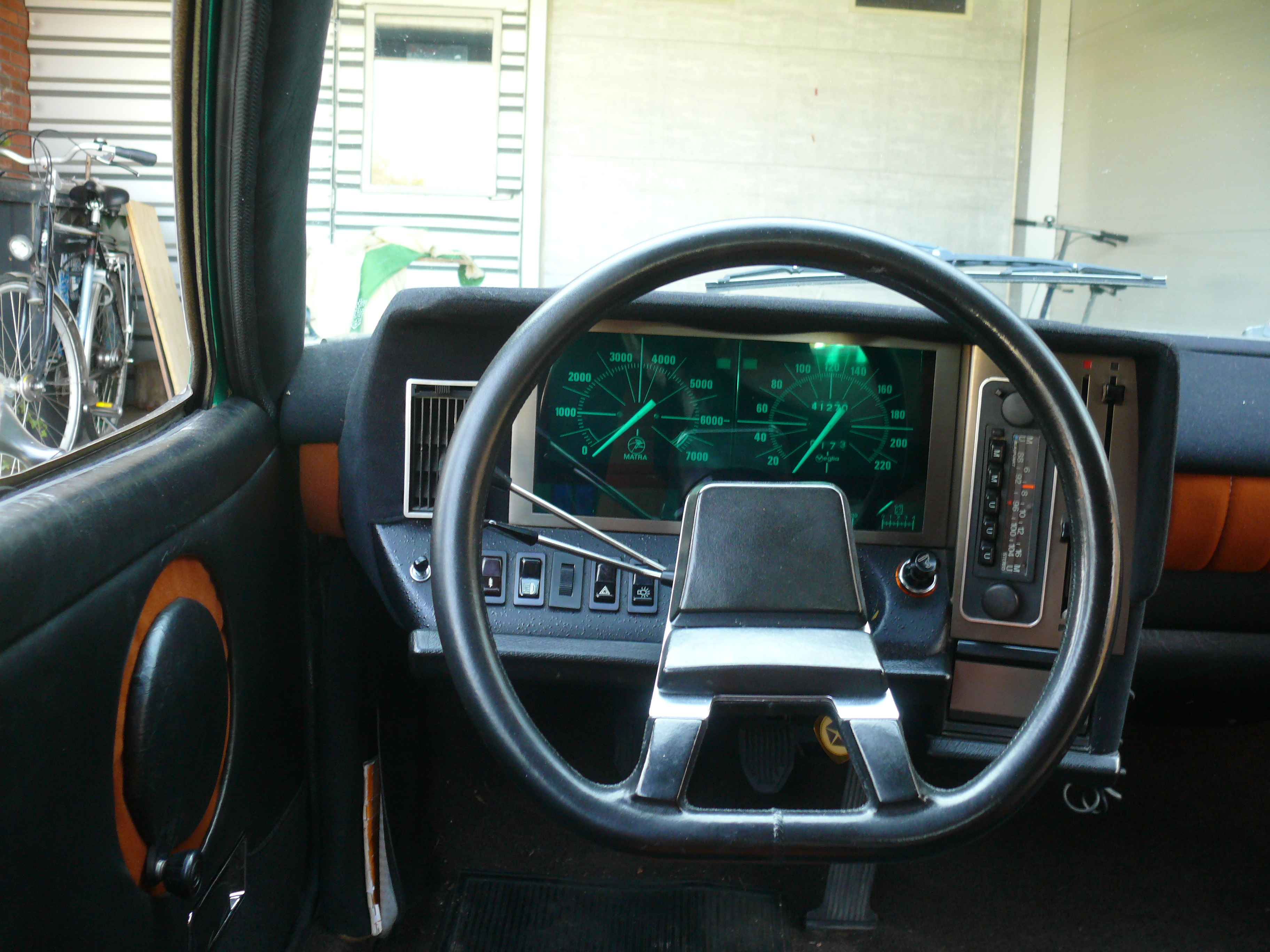
Panel de instrumentos (1973-1976)

- Tipo 1: equipamiento sencillo con asientos de tela, lunas no polarizadas, llantas de acero, 1294 cm³ y 62 kW (84 CV).
- Tipo 2: equipamiento superior con asientos de tela más elaborados, lunas tintadas, llantas de aluminio, reloj, 1294 cm³ y 62 kW.
- S: equipamiento con tejido "tweed", cristales tintados, llantas de aluminio, reloj, elevalunas eléctrico, lámpara de lectura, techo abatible opcional, 1442 cm³ y 66 kW (90 CV).
- Courrèges: equipamiento específico diseñado por André Courrèges en pintura blanca mate, con asientos de cuero artificial, alfombras específicas y otros detalles, 1294 cm³ y 62 kW (desde el verano de 1974) o 1442 cm³ y 66 kW (desde finales 1975).

El Bagheera U8, basado en la primera serie, con 2 motores en forma de U de cuatro cilindros (potencia: 118 kW/160 CV; velocidad máxima: 238 km/h) siguió siendo solo un prototipo.

### Serie II (1977 a 1980)

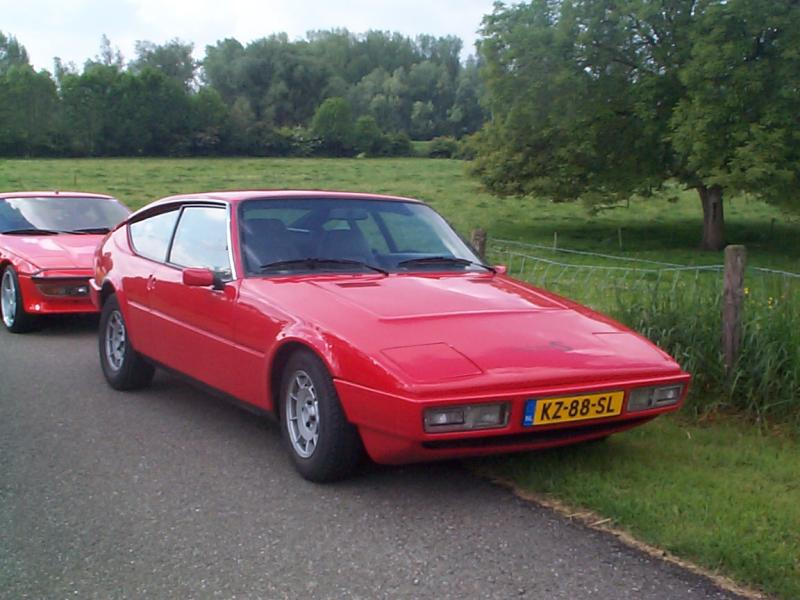
Matra-Simca Bagheera (1977-1980)

- N: equipamiento sencillo con tejidos de tartán, ruedas de acero, techo abatible opcional, 1294 cm³, 62 kW (hasta marzo de 1978) o 1442 cm³, 85 CV (versión N2 de noviembre de 1979).
- S: equipamiento con tejido "tweed", cristales tintados, llantas de aluminio, reloj, elevalunas eléctrico, lámpara de lectura, techo abatible opcional, 1442 cm³ y 66 kW.
- Courrèges: versión específica diseñada por el diseñador de moda André Courrèges en pintura blanca mate, con asientos de polipiel, alfombras específicas y otros detalles, 1442 cm³ y 66 kW.
- X: equipamiento de lujo con asientos de terciopelo, reloj digital, limpiaparabrisas trasero, techo abatible opcional, 1442 cm³ y 66 kW; sustituyó al equipamiento Courrèges a partir de marzo de 1978.
- Jubilé: equipamiento de lujo con asientos de terciopelo, reloj analógico, techo abatible de serie, 1442 cm³ y 66 kW.

## Bagheera U8

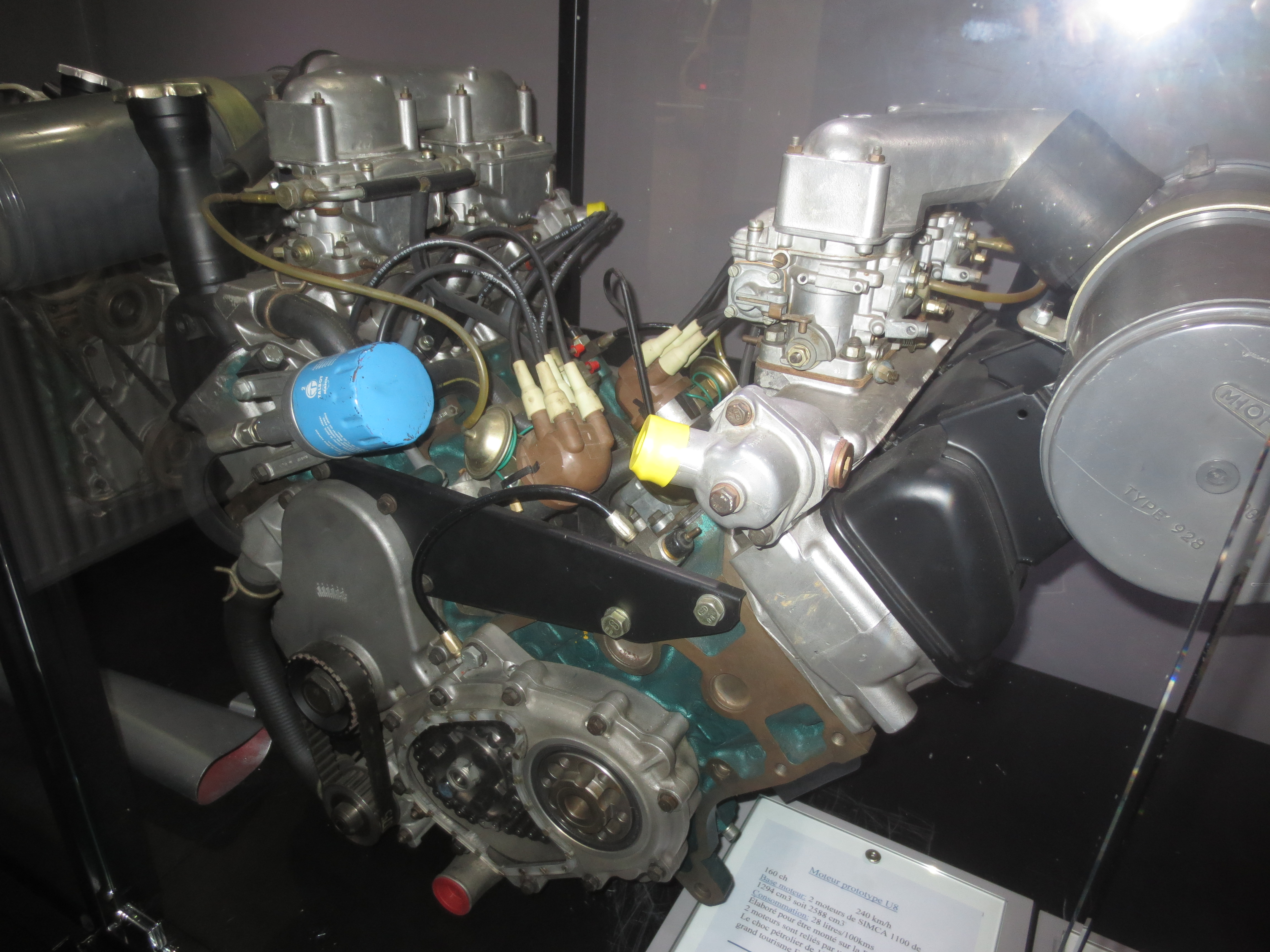
Prototipo del motor U8

En marzo de 1973, un equipo de ingenieros de Matra dirigido por Georges Pinardaud completó el diseño inicial del proyecto M560, que iba a ser un Bagheera más potente. Una parte clave del proyecto fue la creación de un "motor en U" único a partir de dos motores Simca de cuatro cilindros en línea existentes. Los bloques procedían de dos aplicaciones Simca diferentes y giraban en direcciones opuestas, pero compartían el mismo desplazamiento de 1294 cc. Un bloque era del 1100Ti y estaba adaptado para montaje transversal, mientras que el otro era del Simca 1000 Rallye II, que se había montado longitudinalmente. Los dos bloques se unieron en un ángulo de 82° utilizando un cárter común de aluminio fundido que también tenía un suministro de aceite común para el motor. En el extremo no motriz, otra pieza de fundición de aluminio aseguraba la alineación de los dos bloques, mientras que en el extremo motriz un adaptador de acero encajaba en los extremos de ambos cigüeñales. Una rueda dentada y una cadena Morse de cada cigüeñal se conectaron a un eje de 0,9 plg (22,9 mm) de diámetro que pasaba por el sumidero que transmitía potencia desde la manivela izquierda a la derecha. Cada bloque conservaba su propio cigüeñal, distribuidor y bomba de agua. El embrague y la campana del motor Rallye II proporcionaron el montaje del transeje, mientras que el volante solo se montó en el cigüeñal del 1100Ti. El conjunto de 8 cilindros resultante cubicaba 2588 cm³ (157,9 plg³), y se equipó con cuatro carburadores Weber 36 DCNF y, con una relación de compresión de 9,8:1 rendía 126 kW (169 HP) a 6200 rpm y 216 N·m (159,3 lb·pie) a 4000 rpm.
El automóvil requirió una serie de modificaciones para acoplar el nuevo motor. Se dejaron tomas de aire adicionales en los costados del automóvil por delante de las ruedas traseras. La longitud total aumentó en 17 plg (431,8 mm) y la distancia entre ejes aumentó en 230 mm (9,1 plg). El ancho total aumentó en 20 mm (0,8 plg) debido a la adición de pasos de rueda más grandes para alojar neumáticos más anchos, que eran 185/70 VR14 en la parte delantera y 205/70 VR14 en la parte trasera. La suspensión delantera se mantuvo sin cambios con respecto a la original, pero en la suspensión trasera ahora estaba resuelta mediante enlaces laterales, brazos de arrastre y resortes helicoidales. El automóvil también recibió frenos de disco ventilados y ruedas de 5 radios. El primer prototipo utilizó un chasis de producción modificado, mientras que los prototipos posteriores utilizaron un chasis de acero tubular. El motor estaba montado longitudinalmente detrás del conductor y accionaba las ruedas a través de un transeje Porsche de 5 velocidades. Debido a que el eje de salida estaba desplazado 5 plg (127 mm) hacia la derecha, los semiejes tenían longitudes desiguales. Se informó que la velocidad máxima del automóvil era de 232 km/h (144,2 mph).
A pesar de que el proyecto se anunció en el otoño de 1973, se dijo que estaba listo para la producción en 1974 y sobrevivió hasta 1975, Chrysler Europe no estaba dispuesta a aprobarlo debido a la crisis de combustible del momento, así como a sus propios problemas financieros. Por lo tanto, el Bagheera con motor U8 siguió siendo un prototipo con solo tres unidades construidas. Un prototipo y un motor supervivientes se encuentran en el museo Matra en Romorantin-Lanthenay.

## Características de los modelos de serie
| Bagheera:                | Tipo 1+2, N, Courrèges '75                                                                                                   | N2, S, X, Courrèges, Jubilé                                                                                                  |
| ------------------------ | --- | --- |
| Motor:                   | 4-cilindros en línea (cuatro tiempos), como motor central junto al eje trasero                                               | 4-cilindros en línea (cuatro tiempos), como motor central junto al eje trasero                                               |
| Cilindrada:              | 1294 cm³ | 1442 cm³ |
| Diámetro x Carrera:      | 76,7 × 70 mm | 76,7 × 78 mm |
| Potencia:                | 62 kW (84 PS) bei 6200 62 kW (84 PS) a 6000 rpm (hasta 1975)                                                                 | 66 kW (90 PS) a 5800 rpm 63 kW (85 PS) a 5800 rpm (Versión N2)                                                               |
| Par motor:               | 105 Nm a 4000 rpm 110 Nm a 3200 rpm (hasta 1975)                                                                             | 122 Nm a 3000 rpm 123 Nm a 3200 rpm (Versión N2)                                                                             |
| Relación de compresión:  | 9,8:1 bzw. 9,5:1 (hasta 1975)                                                                                                | 9,5:1 |
| Alimentación:            | 2× Carburador doble de tiro descendente Weber 36DCNF bzw. 1× Weber 36DCNVA (Versión N2)                                      | 2× Carburador doble de tiro descendente Weber 36DCNF bzw. 1× Weber 36DCNVA (Versión N2)                                      |
| Culata:                  | Válvulas en cabeza (árbol de levas lateral, cadena), culata de aleación ligera                                               | Válvulas en cabeza (árbol de levas lateral, cadena), culata de aleación ligera                                               |
| Refrigeración:           | Refrigeración por agua | Refrigeración por agua |
| Transmisión:             | 4-marchas Tracción trasera, diferentes relaciones de transmisión según modelo y versión                                      | 4-marchas Tracción trasera, diferentes relaciones de transmisión según modelo y versión                                      |
| Suspensión delantera:    | Suspensión independiente y Suspensión de doble horquilla, barras de torsión longitudinales, estabilizador                    | Suspensión independiente y Suspensión de doble horquilla, barras de torsión longitudinales, estabilizador                    |
| Suspensión trasera:      | Acoplamiento mecánico individual en paralelo ("brazos de arrastre"), resortes de barra de torsión transversal, estabilizador | Acoplamiento mecánico individual en paralelo ("brazos de arrastre"), resortes de barra de torsión transversal, estabilizador |
| Carrocería:              | Chasis de chapa de acero con paneles de PRFV pegados / remachados                                                            | Chasis de chapa de acero con paneles de PRFV pegados / remachados                                                            |
| Vía delantera/trasera:   | 1400/1460 mm | 1400/1460 mm |
| Batalla:                 | 2370 mm | 2370 mm |
| Largo:                   | hasta '76: 3974 mm; desde '76: 4010 mm                                                                                       | hasta '76: 3974 mm; desde '76: 4010 mm                                                                                       |
| Ancho:                   | hasta '76: 1734 mm; desde '76: 1737 mm                                                                                       | hasta '76: 1734 mm; desde '76: 1737 mm                                                                                       |
| Alto:                    | hasta '76: 1175 mm; desde '76: 1220 mm                                                                                       | hasta '76: 1175 mm; desde '76: 1220 mm                                                                                       |
| Peso:                    | 980 kg | 1015 kg |
| Velocidad máxima:        | 185 km/h | 185 km/h |
| 0–100 km/h:              | 12 s | 12,5 s |
| Consumo (Litros/100 km): | 8,2 S | 8,6 S |
| Precio:                  | DM 17.834 (02/79) Courrèges: FF 40.540 (01/76)                                                                               | DM 19.084 (S, 02/79) DM 21.084 (X, 02/79)                                                                                    |